# Krunoslav Sili
Krunoslav Sili - karikaturist i slikar iz Osijeka.
Završivši srednju tehničku školu opredjeljuje se za matematiku i fiziku i upisuje Pedagošku akademiju u Osijeku. Jedno vrijeme radio je kao profesor u Čepinu i Osijeku, a potom kao direktor osnovne škole u Dražu. Nakon toga se zaposlio u AOP-u te u SIZ-u na poslovima stambene problematike sve do umirovljenja 1995.
Završio je i srednju glazbenu školu, a kao dijete bio je član puhačkog orkestra DVD-a Gornji grad (Osijek), svirajući trubu, s kojim je proputovao cijelu tadašnju Jugoslaviju. Aktivno se bavio i streljaštvom, dokazavši se kao strijelac u tadašnjoj JNA i postavši prva puška Jugoslavije.
Čitav život bavi se i slikanjem i to gotovo u svim tehnikama, osim u ulju. Poseban trag ostavlja u karikaturi, crtežu i grafici. Svoju prvu samostalnu izložbu imao je još kao apsolvent na Pedagoškoj akademiji 1964. godine. Dugo je svoje radove objavljivao u dvotjedniku koji su objavljivale Hrvatske šume. U to su vrijeme sva velika poduzeća imala svoje informativne listove, pa se i on odazvao pozivu osječkog novinara Zlatka Lončarića i počeo crtati Ekoslava, angažirane karikature na temu ekologije. Dugogodišnji je član Udruge likovnih umjetnika Likar.
Povremeno se obraća tiskovnim medijima sa svojim kritičkim osvrtima na aktualna događanja u Osijeku i šire.
Izvor: Gorana Korać: "Sretan sam što sam ostavio nekakav kreativan i pozitivan trag", "Osječki dom", VI, 662, 24 - Osijek, 26-28. II. 2005.